# Астраханський міст (новий)
Астраханський автодорожній міст (рос. Астраханский автодорожный мост) — автодорожній міст через річку Волгу, розташований у місті Астрахань, Росія.
Так званий «новий» (щодо розташованого нижче за течією поєднаного залізнично-автомобільного моста). Розташований на 3040,5 км річки Волга, рахуючи від Московського Південного порту.
Перетинає Трусовський та Міський гирла річки Волга у створі вулиці Анрі Барбюса. Ширина проїжджої частини складає 19 м.
Конструкція моста — нерозрізні металеві прогонові будови коробчатого перетину. Установка споруд на опори виконувалася поздовжнім насувом.

## Судноплавство
У Трусовському гирлі: четвертий прогін від правого берега (завширшки у межах суднового ходу 140 м) призначений для суден і складів, що йдуть вниз; п'ятий проліт від правого берега (140 м) — для тих що йдуть вгору.
У Міському гирлі другий прогін від правого берега призначений для руху суден в обох напрямках. Ширина прогону в межах суднового ходу 120 м.

## Автострада
Новий міст є закінченням федеральної автомагістралі «Каспій».